# 張澍 (成化進士)
張澍（1430年—？），字道濟，河南河南府新安縣人，明朝政治人物。進士出身。

## 生平
河南鄉試第十二名。成化二年（1466年）丙戌科會試第三百三十八名，殿試登進士第三甲第一百九十七名。歷官户部员外郎、湖广德安府知府。

## 家族
曾祖父張時中，曾任府通判。祖父張宗玉，曾任縣丞。父亲張鉞，曾任進士、同知。